# USS Pickering (1798)

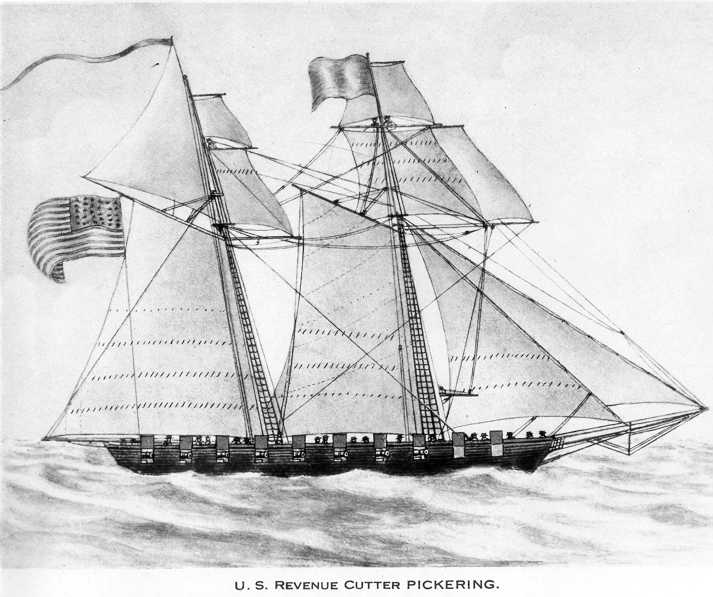
USS Pickering (1798)

De USS Pickering (1798) was een topzeiler-schoener van de Amerikaanse Marine tijdens de Quasi-Oorlog met Frankrijk. Ze werd genoemd naar de toenmalige minister van Buitenlandse Zaken Timothy Pickering.

## Geschiedenis
De voordien geregistreerde USRCS Pickering werd gebouwd in Newburyport, Massachusetts in 1798 voor de United States Revenue Cutter Service met kapitein Jonathan Chapman over de USCRS als gezagvoerder.
Ze werd opgenomen in de Amerikaanse Marine in juli, met het uitbreken van de Quasi-Oorlog, vertrok ze uit Boston uit voor haar eerste vaart op 22 augustus.
In 1799 en het voorjaar van 1800, was ze met Commodore Barry's vlooteskader in West-Indië. Luitenant Edward Preble was vanaf januari 1799 de gezagvoerder over de Pickering tot hij in de loop van juni 1799 gepromoveerd werd tot kapitein en benoemd werd als bevelhebber op het fregat USS Essex.
De Pickering werd voorgoed overgeplaatst naar de Marinedienst op 20 mei en ingedeeld als USS Pickering Master Commandant (Meester Commandant - Master Commander) Benjamin Hillar, USN, nam het commando over in juni. Het was onder Hillar's bevel dat de Pickering vocht in een belangrijke slag met het Franse kaperschip L' Egypte Conquise op 8 oktober 1799.
De Fransman werd lekgeschoten onderaan de houten romp en werd daarna ingenomen door de Amerikaanse manschappen van de Pickering.
Tegen haar 14 9-pounders, 4 6-pounders en een bemanning van 250 man, had de Amerikaanse kotter maar 14 4-pounders en 70 man er tegenover. Maar na een 9 uren durende gevecht, gaf het grotere schip zich over.
Daarna zette de USS Pickering haar reis verder in de West-Indies, en voordat ze terugkeerde naar de Verenigde Staten, pikte ze vier Franse kaperschepen in, de Voligeuse, Atalanta, L'Active en Fly, en veroverde zelfs het Amerikaanse schip Portland terug uit Franse handen.
De Pickering vertrok vanuit Boston op 10 juni 1800. Er werd haar bevolen deel te nemen met het eskader van Commodore Thomas Truxtun in de buurt van Guadeloupe in de West-Indische wateren en zeilde vanaf New Castle, Delaware op 20 augustus uit, maar werd daarna nooit meer teruggezien. De USS Pickering is vermoedelijk verloren gegaan met alle hens in een zware storm in de daaropvolgende septembermaand.

## USS Pickering (1798)
- Type: Topzeiler-schoener - Amerikaanse Marine
- Gebouwd: 1798
- In dienst geplaatst: 22 augustus 1798 als USRCS
- In Navy: 20 mei 1799 als USS
- Verloren gegaan: Vermoedelijk vergaan tijdens zware storm in september 1800

### Algemene kenmerken
- Waterverplaatsing: 187 ton
- Lengte: 77 voet - 23,47 m
- Breedte: 20 voet - 6,10 m
- Diepgang: 9 voet - 2,75 m
- Voortstuwing: 2 masten, boegspriet en zeilen - 1 roer
- Bemanning: 70 officieren en matrozen
- Bewapening: 14 x 4-pounders (7 kanonnen aan stuurboord en 7 aan bakboord)